# 爪哇跳棋
爪哇跳棋（Permainan-Tabal），是流傳於爪哇地區的兩人棋類，與中東跳棋有關係，除有強迫吃子、強迫連跳等跳棋規則，也有成王規則。

## 棋具
- 棋盤為五橫五豎的橫縱線交叉，另有東南-西北向、西南-東北向的斜線各三條，並在上下邊兩側中點分別添上一個內有十字的三角形。全部共三十七個棋點。

- 以兩色棋子區分敵我，每方棋子數十六枚。

## 規則
棋子皆放在棋點上。每方棋子放在棋盤中間正方形的兩條最近的橫列與三角形。因此棋盤中間橫排皆為空位。
- 任何棋子皆須需棋盤上的斜縱橫線移動。

- 每回合玩家可能有二種行動，以跳吃為優先：
  - 跳吃。己棋跳過一枚鄰邊格的敵棋落到同方向的緊連空點，然後把被跳過的敵棋移出棋盤，必須連跳吃，必須選擇吃最多子的路徑。若是以升級棋吃，則落到的同方向空點不需為緊連。
  - 當無法跳吃時，移動一己子到鄰邊的空棋點，但只能前進或橫行。若是升級棋則可沿斜直橫線任意步數，中間不得有子。

- 當己棋移動到敵方的三角形底線時，成為升級棋。

- 消滅或阻礙所有敵棋者獲勝[1]。

## 外部連結
- 遊戲介紹
- 遊戲下載